# 959 a.C.

## Eventos
- Conclusão da construção do Templo do Senhor em Jerusálem.
- Inicia a construção do Palácio Real.